# Mastiksoul
Mastiksoul, aussi stylisé MastikSoul, de son vrai nom Fernando Figueira (né en Angola), est un DJ et producteur portugais. Il mélange des rythmes latinos, africains à des sons house et dance. Il a notamment joué en Espagne, France, Angola, Brésil, Portugal, Angleterre, Bulgarie, Grèce, Russie et Colombie.

## Biographie
Mastiksoul commence sa carrière en 1992, alors que sa vie est tiraillée entre le Portugal et la France, et qu'il assiste à l'essor de la dance, également liée à la techno,. Sa vision et son style percussifs et tribaux reflètent ses origines africaines. Au début des années 2000, les productions de Mastiksoul sont remarquées et appréciées par des artistes de la scène comme Danny Tenaglia. Au cours de cette ascension, Mastiksoul déménage à Londres, au Royaume-Uni, en 2000. Le déménagement à Londres accroit sa notoriété, et il ne faut pas longtemps pour que son style house se répande dans le monde entier.
Au début de l'année 2000, Mastiksoul crée son propre studio de production à Londres, avec deux projets majeurs : 4Kenzo Recordings et DJ Token Pace. En 2003, Mastiksoul commence à produire sur 4Kenzo et sort sur Difference Records l'EP South Tribal. En 2010, il sort son premier album, intitulé The Album. En 2012, il réalise le clip de son morceau Forever à Lisbonne, au Portugal, avec la collaboration du théâtre Custom Circus. 
Fin 2024, le musicien est hospitalisé avec un diagnostic « rare et grave » de syndrome de loge. Considéré « entre la vie et la mort », il sort de l'hôpital en décembre 2024 expliquant avoir souffert de deux mois « d'agonie ».

## Discographie

### Albums studio
- 2009 : Run 4 Numberone
- 2010 : The Album
- 2012 : Forever
- 2013 : Legend

### EP
- 2006 : Funk Master
- 2008 : Jacobino
- 2009 : Run for Cover
- 2009 : Bofe de Elite
- 2009 : Macaron
- 2010 : The Whistle (Muchacho) (avec DJ Paul)
- 2010 : Taking me Hi
- 2010 : Que Pasa (avec Danakeh)
- 2010 : When I Fall In Love (avec Angélico Vieira)
- 2010 : Rock and Roll Style
- 2011 : El Macho